# Vida (álbum de Sui Generis)
Vida es el primer álbum de estudio de Sui Generis, dúo argentino de country integrado por Charly García y Nito Mestre. Fue publicado a inicios de noviembre de 1972 por la discográfica Talent/Microfón, heredera del sello independiente Mandioca, tras dos años de esfuerzos infructuosos del grupo intentando encontrar una compañía multinacional que se interesara en su proyecto. Según Nito y Charly, Vida es un disco puro e inocente, que -en su opinión- evidencia algunos defectos musicales y técnico. El disco sin embargo lanzó a la fama al grupo y a Charly García, y varias de sus canciones con sus títulos e imágenes incluyendo "Canción para mi muerte", "Quizás, porque"; "Natalio Ruiz, el hombrecito del sombrero gris", "Mariel y el capitán", "Dime quién me lo robó" entraron a formar parte del cancionero y el imaginario popular desde entonces.

## Historia

### Antecedentes
Sui Generis era una banda eléctrica formada en el Instituto Dámaso Centeno bajo la luz del Swinging London y los seguidores de La Cueva. Un proyecto que pronto devino en dúo acústico. y, durante una gira por Mar del Plata, fue fichado por Jorge Álvarez para el sello Talent. Muy pronto, el fundador de Mandioca logró incorporar a Sui Generis en la grilla del tercer BA Rock y asegurarse su participación en Rock hasta que se ponga el sol, la película de Aníbal Uset. En un período dominado por bandas explosivas como Billy Bond y La Pesada del Rock and Roll, Color Humano, Pappo's Blues o Pescado Rabioso, las canciones acústicas parecían una apuesta arriesgada. En la película de Uset quedó documentada la primera actuación en vivo del dúo.

### Grabación
El primer disco de un grupo siempre es bueno, porque lo hacés cuando estás en estado más puro, más fresco. Además porque el primer trabajo debe ser bueno. Si no es así no lo podés grabar.
Charly García, 1974.

El álbum Vida fue registrado entre julio y agosto de 1972, durante los intervalos en las sesiones de grabación casi cotidianas de Billy Bond y La Pesada del Rock and Roll. La grabación se realizó en los estudios Phonalex del barrio de Núñez, en la Ciudad de Buenos Aires, con la producción artística de Billy Bond, líder de La Pesada. 
El simple con los temas "Canción para mí muerte"/"Amigo vuelve a casa pronto" salió a la venta en septiembre de 1972 mientras que el LP lo hizo en noviembre del mismo año. 
Cuando el sello Talent lo contrató, Sui Generis era un grupo integrado solo por Charly y Nito, ya que los otros miembros de la formación original lo habían dejado. Para darle un toque de electricidad y contundencia de rock a las canciones acústicas de su repertorio, el productor Jorge Álvarez contó precisamente con los integrantes de La Pesada, que eran los músicos más requeridos entonces como sesionistas en la escena del rock argentino. De esa forma, los aportes artísticos de figuras históricas como el guitarrista Claudio Gabis y el bajista Alejandro Medina (exmiembros de Manal) y el violinista Jorge Pinchevsky, pueden apreciarse en los arreglos de las canciones de Vida. El único integrante de la formación original de Sui Generis que participó en las sesiones fue el baterista Francisco Prati.

### Lanzamiento y recepción
Tanto la tapa como el contenido del disco son honestos entre sí. En la tapa, están dos adolescentes sentados sobre una vereda. Nada de divismo ni de espectacularidad. La estética de esa foto es lo que los japoneses llamarían wabi. Pobreza voluntaria y gran poderío conceptual.
Fabián Casas en su libro Ensayos Bonsái.

Canciones cortas pero efectivas como "Amigo, vuelve a casa pronto" o "Canción para mi muerte", muestran la solidez que ya poseía el grupo, por entonces muy influenciado por la estética del folk rock, cuando registró su primer álbum. Con los años, este álbum se convertiría en uno de los más importantes en la historia del rock argentino. La letra de "Natalio Ruiz, el hombrecito del sombrero gris" pertenece a Carlos Piégari, un antiguo miembro del grupo que aportó algunas letras a las canciones compuestas por Charly. Otras canciones grabadas en las mismas sesiones no se publicaron en este álbum, siendo incluidas en discos posteriores: "Un hada, un cisne" en Confesiones de invierno, "Pequeñas delicias de la vida conyugal" en Pequeñas anécdotas sobre las instituciones, "Espejos", "Monoblock" y "Cuando te vayas"  en Sinfonías para adolescentes.
A partir de allí, el impacto de Sui Generis construirá el primer crossover del rock argentino. La primera conexión generacional que trascendería los límites de la Plaza Francia y su consorte de "náufragos" hacia ese público que llenó el Luna Park durante su despedida. Era el comienzo de la carrera de García, que daría grandes frutos como solistas en las décadas posteriores.
En 2007, la revista Rolling Stone posicionó al álbum como el 66° mejor del rock argentino en su lista de Los 100 mejores álbumes de rock argentino.

## Lista de canciones
| Vida  |                                                 |                       |          |  |
| N.º   | Título                                          | Escritor(es)          | Duración |  |
| 1.    | «Canción para mi muerte»                        | Charly García         | 3:36     |  |
| 2.    | «Necesito»                                      | García                | 2:11     |  |
| 3.    | «Dime quién me lo robó»                         | García                | 6:28     |  |
| 4.    | «Estación»                                      | García                | 1:31     |  |
| 5.    | «Toma dos blues»                                | García                | 3:33     |  |
| 6.    | «Natalio Ruiz, el hombrecito del sombrero gris» | García-Carlos Piégari | 3:41     |  |
| 7.    | «Mariel y el capitán»                           | García                | 2:43     |  |
| 8.    | «Amigo, vuelve a casa pronto»                   | García                | 3:25     |  |
| 9.    | «Quizás, porque»                                | García                | 2:16     |  |
| 10.   | «Cuando comenzamos a nacer»                     | García                | 2:43     |  |
| 11.   | «Posludio» (instrumental)                       | García                | 1:06     |  |
| 33:53 |                                                 |                       |          |  |

- En algunas ediciones posteriores en disco de vinilo de 1974 por el sello Microfon, la canción "Mariel y el capitán" aparece erróneamente como "Mariel y el capital".[8]

## Integrantes
Sui Generis
- Charly García: Piano, órgano, guitarra acústica, voz (en Necesito, Estación,Toma dos blues y Quizás porque) y coros.
- Nito Mestre: Voz, guitarra acústica y flauta.

Músicos de sesión
- Claudio Gabis: Guitarra eléctrica y armónica.
- Alejandro Medina: Bajo.
- Francisco Prati: Batería.
- Jorge Pinchevsky: Violín